# ゴールデンライス

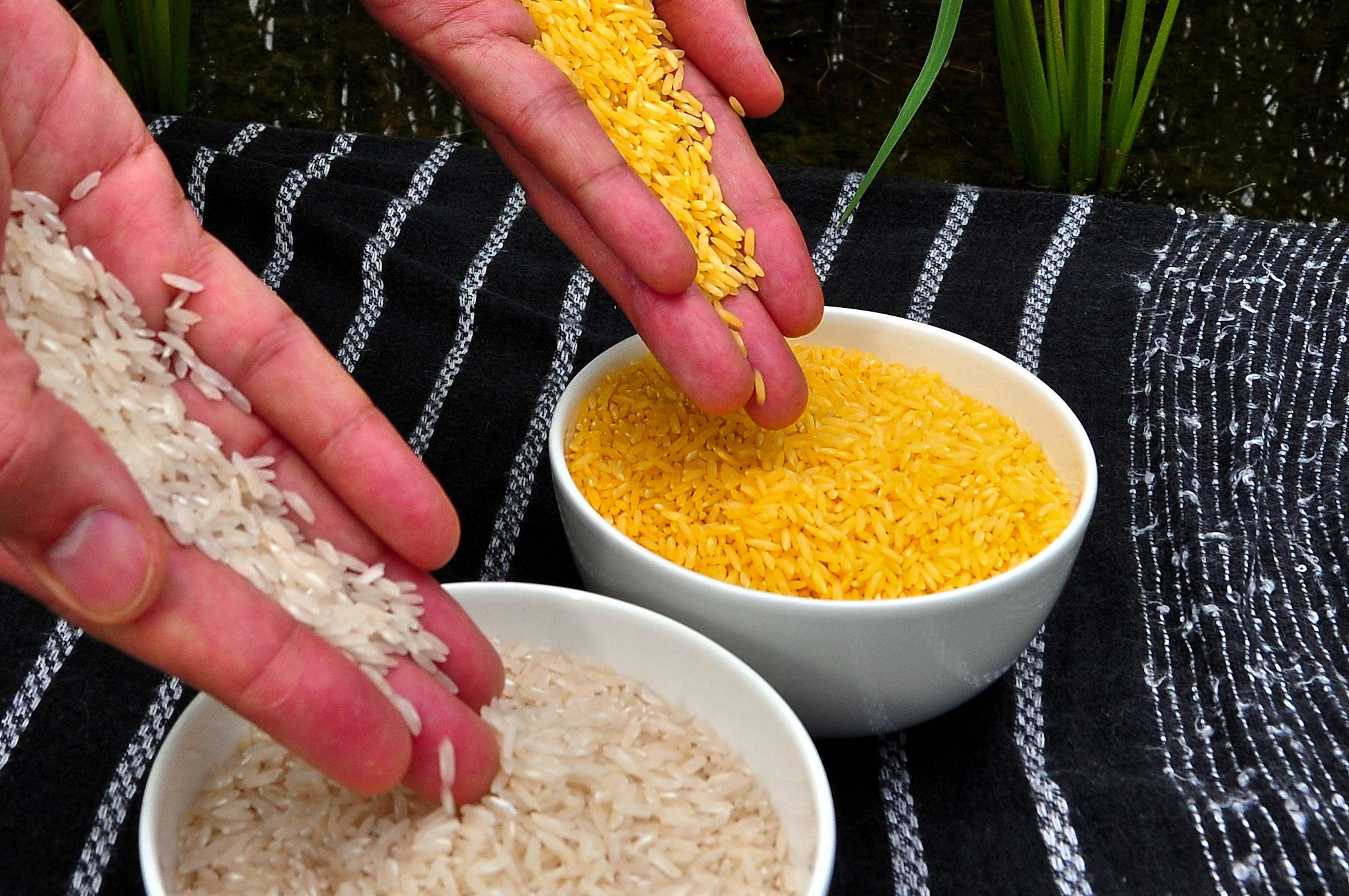
ゴールデンライス（右）と白米（左）の比較

ゴールデンライス（英: golden rice）はイネOryza sativaの品種の1つで、ビタミンAの前駆体であるβ-カロテンの生合成が可食部でも行われるよう遺伝子操作を行った品種である。ゴールデンライスはビタミンAの摂取が不足している地域で生育し消費される栄養強化食品となることを目的として開発された。ビタミンA欠乏症によって毎年67万人の子供が5歳に達するまでに死亡し、さらに50万人に不可逆的な失明が引き起こされていると推計されている。コメは世界の半数以上の人々の主食であり、アジア諸国では摂取するエネルギーの30–72%を占めるため、ビタミン不足の対策として効果的な作物である。
ゴールデンライスとその元となった系統との差異はβ-カロテン生合成遺伝子が付加されているという点である。通常β-カロテンは葉で産生されて光合成に関与しており、光合成が行われない胚乳では産生されない。ゴールデンライスは胚乳でもβ-カロテンの産生が行われるようにしたものである。この胚乳に蓄積したβ-カロテンにより、米粒は特徴的な黄金色を呈する。他の品種と同様に生育し収穫することができるかどうか、ヒトの健康に対するリスクが存在しないか、といったゴールデンライスの性能評価を目的とした研究がフィリピンの国際稲研究所を中心とした研究グループにより行われている。ゴールデンライスには、長期間貯蔵した場合や伝統的手法で調理を行った場合にβ-カロテンがどの程度維持されているかについての研究はほとんど行われていないといった環境活動家や反グローバリズム活動家からの強い反対が存在する。
2005年、オリジナルのゴールデンライスの最大23倍のβ-カロテンを産生するゴールデンライス2が発表された。また、ゴールデンライス由来のβ-カロテンのバイオアベイラビリティの評価が行われ、ヒトのビタミンAの効果的な供給源となることが確かめられている。ゴールデンライスは2015年にアメリカ合衆国特許商標庁の"Patents for Humanity Awards"（人類のための特許賞）を受賞し、2018年にはオーストラリア、ニュージーランド、カナダ、アメリカ合衆国で食品として承認され、そして2021年に世界で初めてフィリピンで商業栽培が認可された。

## 歴史

ゴールデンライスにおけるカロテノイドの生合成経路の概略。赤で示された酵素がゴールデンライスの胚乳で発現し、ゲラニルゲラニル二リン酸からβ-カロテンへの生合成を触媒する。β-カロテンは動物の腸でレチナール、そしてレチノール（ビタミンA）へと変換されると考えられている。

ゴールデンライスの開発に向けた調査は1982年にロックフェラー財団の主導により開始され、1980年代中頃にはビタミンAを豊富に含むイネを遺伝子組換えによって作出する戦略はロックフェラー財団内に浸透していた。1993年にチューリッヒ工科大学の植物生物工学者Ingo Potrykusとフライブルク大学の生化学者Peter Beyerがロックフェラー財団、欧州連合およびスイス連邦教育科学局の支援のもと、実際にゴールデンライスを作出する研究プロジェクトを開始した。
Peter Bramleyは1990年代、遺伝子組み換えトマトでフィトエンからリコペンの産生を行う際に、高等植物で通常用いられている複数のカロテン不飽和化酵素を導入する必要はなく、1つのフィトエン不飽和化酵素遺伝子（細菌のCrtI）を導入することで代替可能であるを発見した。ゴールデンライスでも同様の遺伝子が利用され、リコペンは内在性の環化酵素によってさらにβ-カロテンへと環状化される。
ゴールデンライスは1999年に完成し、その科学的詳細は2000年にサイエンス誌で発表された。その成果は、非常に複雑な生合成経路を改変することで作物の健康促進作用を向上させることができると示し、またそれをわずか2遺伝子を導入することで達成したことで大きなブレイクスルーであると見なされていた。
ゴールデンライスの最初の野外栽培試験は2004年にルイジアナ州立大学農業センター（Louisiana State University Agricultural Center）の指揮のもと行われ、追試がフィリピン、台湾、そしてバングラデシュで行われた。カロテンの蓄積以外の農業形質に変化がないことは複数回の野外栽培試験および、別系統での試験でも確かめられている。

### ゴールデンライス2
2005年、シンジェンタ社の研究者チームによってゴールデンライス2（GR2E）が作出された。ゴールデンライスのcrtI遺伝子にトウモロコシのフィトエンシンターゼを組み合わせたことで、ゴールデンライス2では既存のゴールデンライスに比べ、23倍のカロテノイド（最大で 37 µg/g）が産生され、さらにβ-カロテンが選択的に蓄積される（カロテノイド 37 µg/g のうち最大 31 µg/gがβ-カロテン）。2015年から2016年にかけてフィリピンの4ヶ所で栽培されたゴールデンライス2の組成解析の結果、β-カロテンを含む各種プロビタミンA以外の物質の量は一般的に消費されているイネ系統と同等に収まっていた。

### 承認
2018年、カナダとアメリカ合衆国でゴールデンライス2の栽培が承認され、カナダ保健省とアメリカ食品医薬品局（FDA）はゴールデンライス2の消費が安全であると宣言した。FDAの決定は上述の組成解析の結果を受けてのものである。カナダ保健省も調査の結果、上述の解析と同じ結論を得ている。一方で、両国とも商業栽培は認可していない。
2019年にフィリピンで食品や動物飼料のための直接利用や加工が承認されたが、フィリピンのバイオセーフティ規制をクリアして出荷するためには、さらに商業的種子生産についての承認を得る必要があった。その後、2021年に洪水と乾燥の両方に耐性があるコメ品種「RC82」を遺伝子操作したゴールデンライスの商業栽培が世界で初めて認可された。

## 遺伝学
ゴールデンライスは、2つのβ-カロテン生合成遺伝子を形質転換によってイネに導入することによって作出された。
1. psy: ラッパスイセンNarcissus pseudonarcissus由来のフィトエンシンターゼ遺伝子
2. crtI: Pantoea属の細菌Pantoea ananatis (Erwinia uredovora)由来のフィトエン不飽和化酵素遺伝子[26]

（さらにlcy 遺伝子（リコペンβ-シクラーゼ）が必要であると考えられていたが、その後の研究によって野生型のイネの胚乳ですでに産生されていることが判明した。）
psyとcrtI遺伝子は、胚乳でのみ発現するよう胚乳特異的プロモーターの制御下に配置され、イネゲノムに導入されている。植物ではリコペンまでのカロテノイド合成経路に複数の酵素が必要なため、細菌由来のcrtI遺伝子を導入することが重要である。crtIには、ゲラニルゲラニル二リン酸が合成されるプラスチドへ移行させるためのシグナルペプチドが付加されるように設計されている。エンジニアリングされた経路の最終産物はリコペンであるが、リコペンが蓄積された場合コメは赤くなるはずである。2005年の解析によって、胚乳の内在性酵素によってリコペンからβ-カロテンへのプロセシングが行われており、その結果、名前の由来となる特徴的な黄金色を呈していることが示された。オリジナルのゴールデンライスはSGR1と呼ばれ、温室条件下では 1.6 µg/gのカロテノイドが産生される。
ゴールデンライス2ではラッパスイセンのpsy遺伝子の代わりにトウモロコシのpsy1遺伝子が導入されている。

## ビタミンA欠乏症

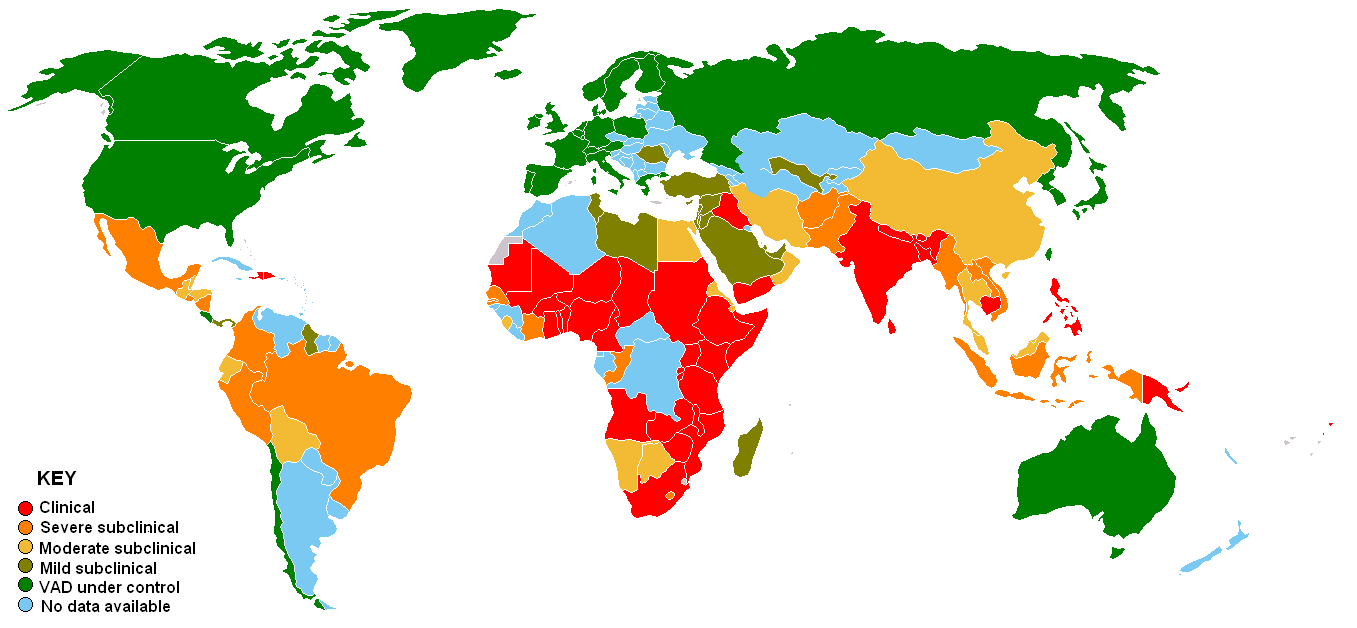
ビタミンA欠乏症の有病率。赤が最も深刻であり、緑が最も低い。データの報告がない国は水色で示さされている。1995年の報告書で収集されたデータ。

ゴールデンライスの研究は、ビタミンA欠乏症（VAD）に苦しむ子供を助けることを目標にしている。2005年時点では、122の国で1億9000万人の子供と1900万人の妊婦がVADの影響を受けていると推計される。毎年、VADによって100–200万人が死亡しており、不可逆的な失明は50万症例、眼球乾燥症は数百万症例発生している。子供と妊婦は高リスクである。食事中のビタミンAが不足している地域では、ビタミンAは経口投与または注射による補給が行われている。
1999年時点で、43の国で5歳未満の子供へのビタミン補給プログラムが行われている。そのうちの10の国では年に2度の高用量投与が行われており、UNICEFによるとこれによってVADを効果的に根絶することができる。しかし、UNICEFや補給に関係している多数のNGOは、低用量投与を高頻度で行うほうが望ましいと言及している。
VADの影響を受けている国では多くの子供が主食としてコメに依存しているため、コメでビタミンA前駆体のβ-カロテンが産生されるよう遺伝子組み換えを行うことは、現行のビタミン補給プログラムや緑黄色野菜や動物製品の消費を増やすといった方法よりも単純で低コストな手法となると思われる。ゴールデンライスの栄養価の初期分析からは、ゴールデンライスの消費はVADの問題を解消はしないものの、他の補給法の補完となりうることが示唆された。ゴールデンライス2には十分な量のプロビタミンAが含まれており、1日当たり約 75 gという必要量を満たすことができる。
カロテンは疎水的であるため、VADの緩和にはゴールデンライス（や他のビタミンAサプリメント）を用いた食事に十分な油脂が存在しなければならない。また、通常VADはバランスの悪い食事を伴っている。そのため、ゴールデンライスへの置き換えはVADの解決策としては不十分であるという主張が存在する。一方でこれらの主張はゴールデンライスの初期品種に関してのものであり、最新版では1杯で健康な子供の栄養所要量の60%を摂取することができる。先進国で設定されている栄養所要量は失明を防ぐのに必要な量よりもかなり過剰な量である。

## 研究

### 臨床試験/食品安全・栄養学的研究
2009年、アメリカの成人ボランティアに対するゴールデンライスの臨床試験の結果がAmerican Journal of Clinical Nutrition誌に発表された。試験は「ゴールデンライス由来のβ-カロテンはヒトで効率的にビタミンAに転換される」と結論付けられた。アメリカ栄養学会は、ゴールデンライスを毎日コップ一杯程度の量消費することでおそらくビタミンAの栄養所要量の50%を摂取することができると考えられ、ほとんどの幼い子供とその母親にとってこの量は消費習慣の範囲内である、とした。
β-カロテンは、果物や野菜など、世界中で食べられている栄養豊富な食品の多くに含まれ消費されていることはよく知られている。食品中のβ-カロテンはビタミンAの安全な供給源である。2012年にタフツ大学などからAmerican Journal of Clinical Nutrition誌に発表された研究では、子供に投与した際、ゴールデンライスによって産生されるβ-カロテンは油脂中のβ-カロテンと同程度に効率的であることが示された。この研究の募集のプロセスとプロトコルは承認を得たものであることが述べられていたが、研究者らは中国人の子供にゴールデンライスを提供する際に両親の同意を得ておらず倫理的問題があるとして、ジャーナルは2015年に研究を撤回した。
ネブラスカ大学のFood Allergy Resource and Research Programによる2006年の研究では、ゴールデンライス2中の新たな遺伝子から産生されるタンパク質にはアレルゲン性がみられないことが示された。

## 論争
遺伝子組み換え作物に関する批評家によって、多くの懸念が示された。初期の問題はゴールデンライスに十分な量のプロビタミンAが含まれていないことであったが、この問題は新たな系統の開発によって解決された。コメの収穫後のβ-カロテンの分解速度や、調理後にβ-カロテンがどの程度残っているかに関しては議論がある。しかし、2009年の研究ではゴールデンライス由来のβ-カロテンはヒトで効率的にビタミンAへ転換されると結論付けられ、6歳から8歳の子供を対象とした2012年の研究ではゴールデンライス中のβ-カロテンはビタミンAサプリメントと同等であり、ホウレンソウ中のβ-カロテンよりも効率的であると結論付けられた。
グリーンピースは農業での特許で保護された遺伝子組み換え生物（GMO）のいかなる使用にも反対しており、ゴールデンライスの栽培はGMOのより広範な使用への扉を開くものであるとして反対している。国際稲研究所（IRRI）はプロジェクトの非商業性を強調しており、「（特許技術の無償提供を行った）いずれの企業もIRRIやゴールデンライスのパートナーの研究開発活動に関与しておらず、IRRIによって開発されたゴールデンライスの品種の販売による特許権使用料や支払いを受けることはない」と述べた。
インドの反GMO活動家ヴァンダナ・シヴァは、問題は植物それ自体ではなく、貧困や生物多様性の喪失に関するものであるとし、これらの問題は企業による農業の支配によって増幅されうると主張している。ゴールデンライスの支持者は（ビタミンA欠乏症という）狭い範囲の問題に焦点を当てることで、多様で栄養学的に適切な食品があまり利用できない状況であるという問題を曖昧にしている、とシヴァは主張する。他のグループは、サツマイモ、葉菜、果実といったβ-カロテンに富む食品を含む多様な食生活によって、子供に十分なビタミンAを摂取させることができると主張している。一方、ジョンズ・ホプキンス・ブルームバーグ公衆衛生大学院のKeith Westは、しばしばビタミンAを含む食品は手に入れられなかったり、特定の季節にだけ手に入れることができるものであったり、発展途上国の貧しい家庭には高すぎるものであったりする、と述べている。
2008年、WHOの栄養失調に関する専門家Francesco Brancaは、実世界での研究の不足とどれだけの人々がゴールデンライスを利用するかに関する不確実性を引き合いに出し、サプリメントを供給すること、既存の食品のビタミンAを強化すること、ニンジンや特定の葉菜の生育法を教育することのほうが現時点では問題と戦うための有望な手法であると結論付けた。2001年に批判を行っていた作家のマイケル・ポーランは2013年、その利点には感銘を受けていないものの、研究継続への支持を表明した。
ゴールデンライスの開発者の1人であるIngo Potrykusはゴールデンライス公式ウェブページ上で、「『プロの』反GMO活動家によって制作された、ゴールデンライスについての誤った情報を提供する出版物やウェブページが数多くある」とした上で、全てのゴールデンライスに興味を持つ人のために、ゴールデンライス公式ウェブページを通じてゴールデンライスに関わる最新かつ正確な情報を伝えていきたいと述べている。

### 支援
ビル&メリンダ・ゲイツ財団は農業開発におけるGMOの利用を支援しており、IRRIによるゴールデンライスの開発を支援している。2016年6月には107人のノーベル賞受賞者が、グリーンピースとその支援者に対しGMO、特にゴールデンライスに反対するキャンペーンを放棄するよう促した。
2018年5月、FDAはヒトを対象とした消費目的でのゴールデンライスの利用を承認し、「IRRIがFDAに提出した情報に基づくと、現時点で我々はGR2E（ゴールデンライス）に由来するヒトまたは動物用の食品に関して更なる疑問点は存在しない」と述べた。これは同じく2018年に評価を行ったオーストラリア、カナダ、ニュージーランドに続いて、国の保健当局がゴールデンライスの使用を承認した4か国目の例となった。

### 抗議活動
2013年8月8日、IRRIのフィリピンのゴールデンライスの試験地が抗議活動家によって掘り返された。イギリスの作家マーク・ライナスはSlate誌において、この破壊行為はKilusang Magbubukid ng Pilipinas（KMP、直訳でフィリピン農民運動）の極左活動家グループによって行われ、他の抗議者たちを落胆させたと報じた。現地の農家はこの行為に参加しておらず、少数の活動家がゴールデンライスの田圃の破壊を行った。

## 配布
ゴールデンライスは自給的農家へ無償で配布を行うよう勧奨がなされている。ゴールデンライスは特に2000年7月のTime誌において好意的な評価を得ていたため、発展途上国での無料ライセンスはすぐに許可された。モンサント社は自社が所有している関連特許に関して無料ライセンスを提供した企業の1つである。人道的利用と商業的利用の境界は1万米ドルに設定されている。そのため、農家やゴールデンライスの遺伝子の利用者は年に1万ドル以上の収入を得ない限り、特許権使用料を支払う必要はない。加えて、農家は種子の保管と改植が認められている。